# Samuel J. Jones
Pour les articles homonymes, voir Sam Jones, Samuel Jones (homonymie) et Jones.
Le shérif Samuel J. Jones (1827-1883), l'un des chefs des Border Ruffians, fut l'un des principaux acteurs de la période de violence qui a marqué l'une des étapes de la conquête de l'Ouest, appelée Bleeding Kansas, au milieu du XIXe siècle, et qui fut la conséquence directe de la croisade du Kansas.
En 1854, âgé de 35 ans, venu du Sud avec sa femme et ses trois enfants, il s'installe dans la ville de Westport, au Missouri, juste à côté du tout nouveau Territoire du Kansas et devient maître de postes, puis un participant actif aux controverses sur l'avenir du Kansas.
Le 30 mars 1855, à la tête d'un groupe de Border Ruffians, il détruit des bulletins de vote dans la ville de Bloomington, créée dans le Territoire du Kansas. Le gouverneur du comté de Douglas, Daniel Woodson le récompense le 27 août 1855 en le nommant shérif du comté et Jones commence à s'employer à créer une atmosphère de peur chez les abolitionnistes.
Le 21 novembre 1855, l'abolitionniste Charles W. Dow est assassiné à dix milles au sud de Lawrence (Kansas) par Franklin N. Coleman, mais l'un de ses amis, Jacob Branson, est arrêté pour avoir tenté d'organiser un meeting de protestation. C'est alors que démarre la guerre de Wakarusa.
Le 21 juin 1856, une bande armée constituée de 800 miliciens venus du Missouri, appelés Border Ruffians, menés par Samuel J. Jones et le sénateur du Missouri David Rice Atchison détruisent les deux journaux abolitionnistes de la petite ville de Lawrence (Kansas), le Kansas Free State et le Herald of Freedom.
Ils mettent le feu à plusieurs bâtiments, jettent les caractères d'imprimerie dans la Kansas (rivière) et pillèrent boutiques et maisons. “Ainsi tomba la forteresse abolitionniste”, conclut le quotidien esclavagiste Lecompton Union, “et nous espérons que la New England Emigrant Aid Company aura reçu une bonne leçon pour le futur”.
Cette action contribuera à la très mauvaise image des esclavagistes dans une partie croissante de l'opinion publique au Nord, et mènera quatre ans plus tard à la Guerre de Sécession.